# Oriol becfí
L'oriol becfí (Oriolus tenuirostris) és un ocell de la família dels oriòlids (Oriolidae).

## Hàbitat i distribució
Habita la selva, bosc i matolls als turons i muntanyes des de l'est de l'Índia, sud-oest de la Xina i Myanmar fins al nord de Laos i sud del Vietnam.